# Arrebossat (construcció)

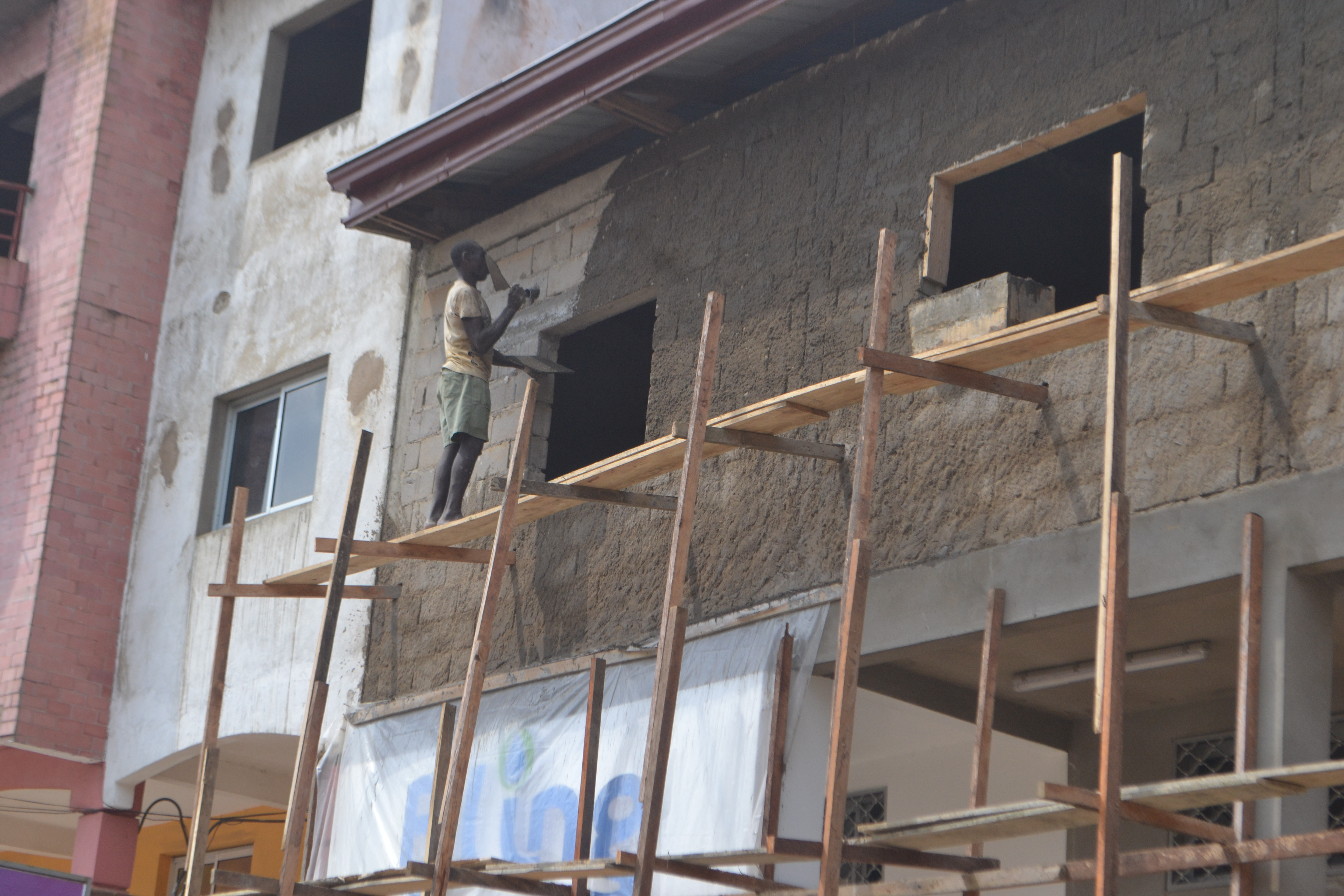
Arrebossant una façana.

L'arrebossat, alluïda, eixalbada, lliscada, allisada, referida, adreçada o el reparament és el revestiment exterior de parets i murs fet a base d'argamassa que s'aplica, en una o més capes, a un parament irregular o que s'hagi esquerdejat.
És una mena d'acabat continu la finalitat del qual és millorar l'aspecte i la impermeabilitat de les superfície. Tradicionalment es fa amb argamassa de calç, modernament s'hi afegeix també ciment portland, que dona més duresa a l'acabat. L'alluïda tradicional amb calç té més flexibilitat i envelleix millor, ja que no s'esquerda tan fàcilment quan amb el temps es creen tensions o moviments a la paret. L'adhesió del morter de calç augmenta amb l'edat, és durador i sense additius tòxics. Una referida de calç és higroscòpica i no crea bosses d'humitat, el biòtop ideal per a fongs i floridures al·lergògens, com sí que ho fan les pintures de plàstic impermeables. També té una capacitat ignífuga.

Sovint l'adreçada s'emblanquina amb pasta de calç blanc, de vegades enriquida amb pigments minerals per raons estètiques. També segons l'estètica desitjada existeixen tècniques per a enlluïdes si fa o no fa més llises, ratllades, picades, esgrafiats, amb motius geomètriques, textures irregulars.